# Vorau
Vorau osztrák mezőváros Stájerország Hartberg-fürstenfeldi járásában. 2017 januárjában 4760 lakosa volt. Vorau 850 éves Ágoston-rendi apátságáról és annak értékes kéziratokat őrző könyvtáráról ismert.  

## Elhelyezkedése

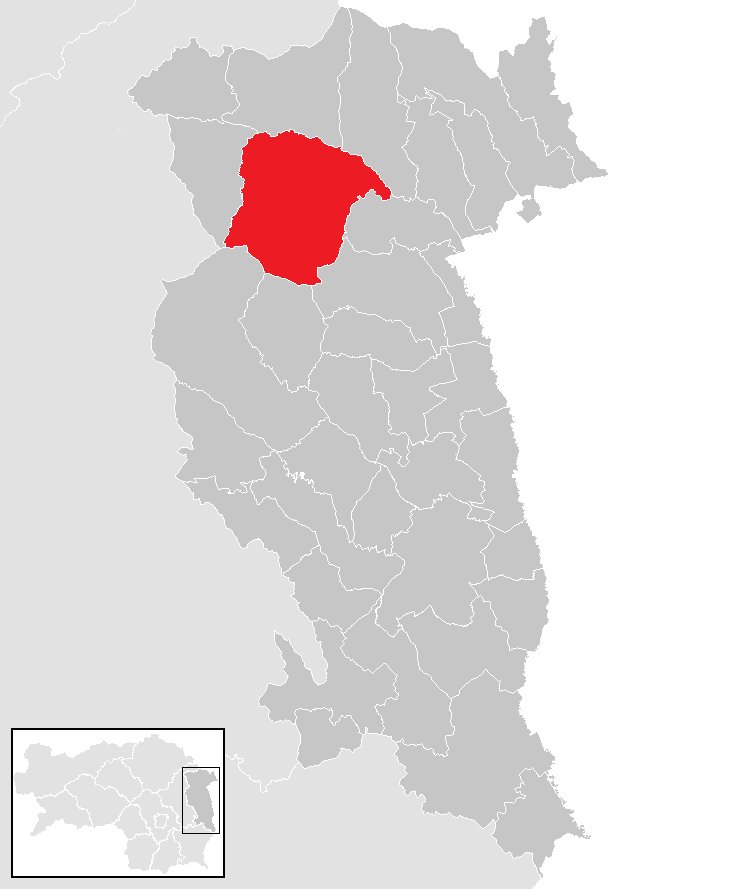
Vorau a Hartberg-fürstenfeldi járásban

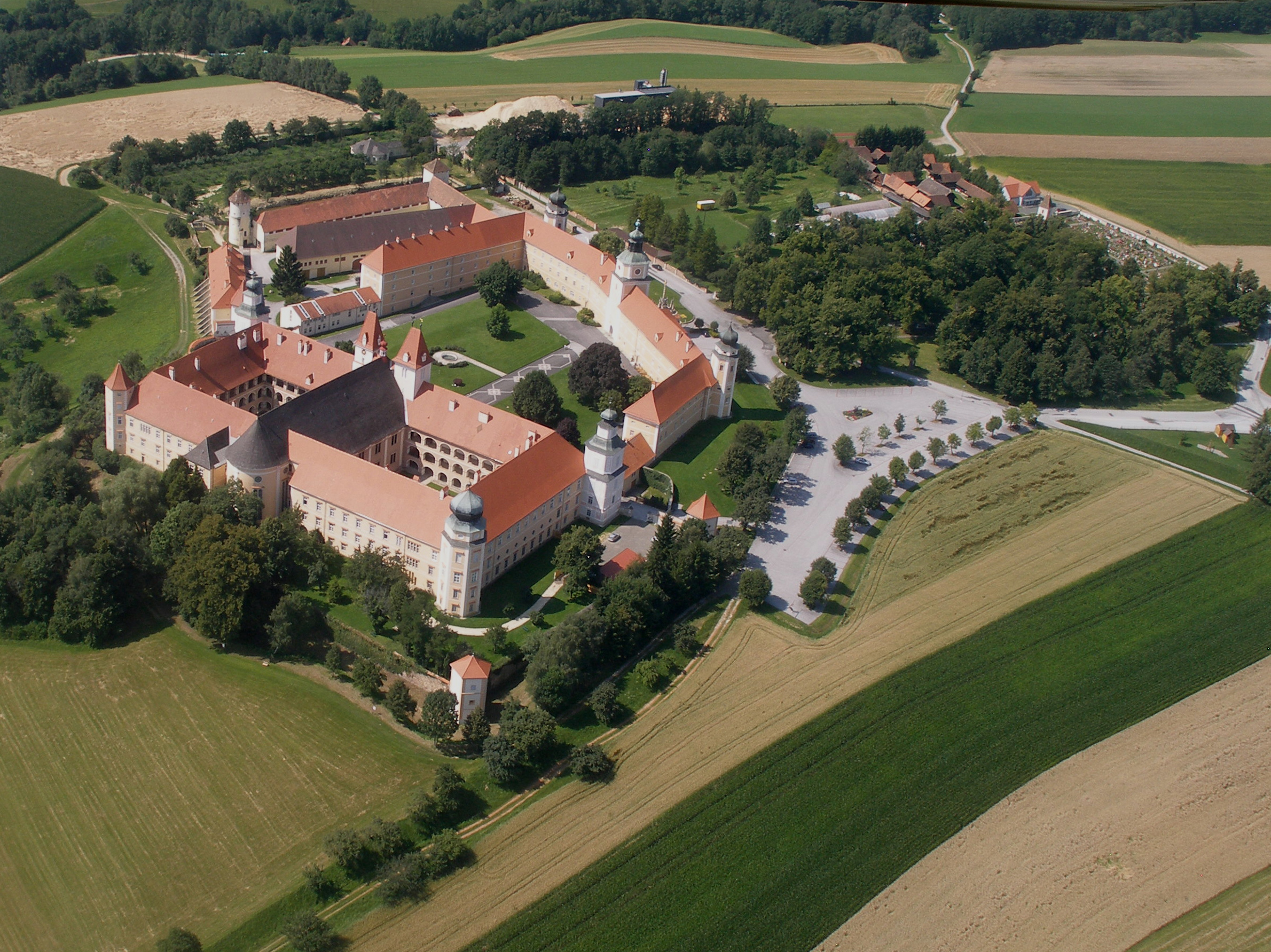
A voraui apátság

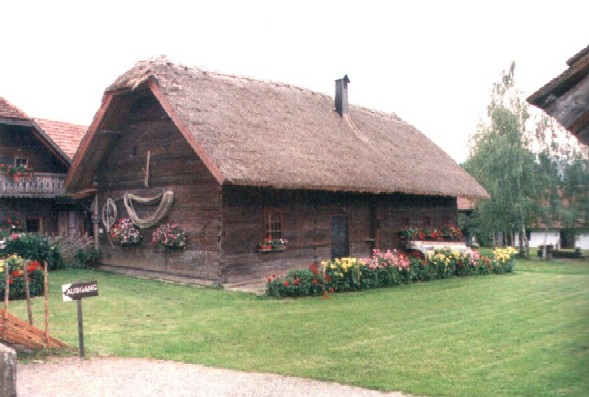
A voraui skanzen

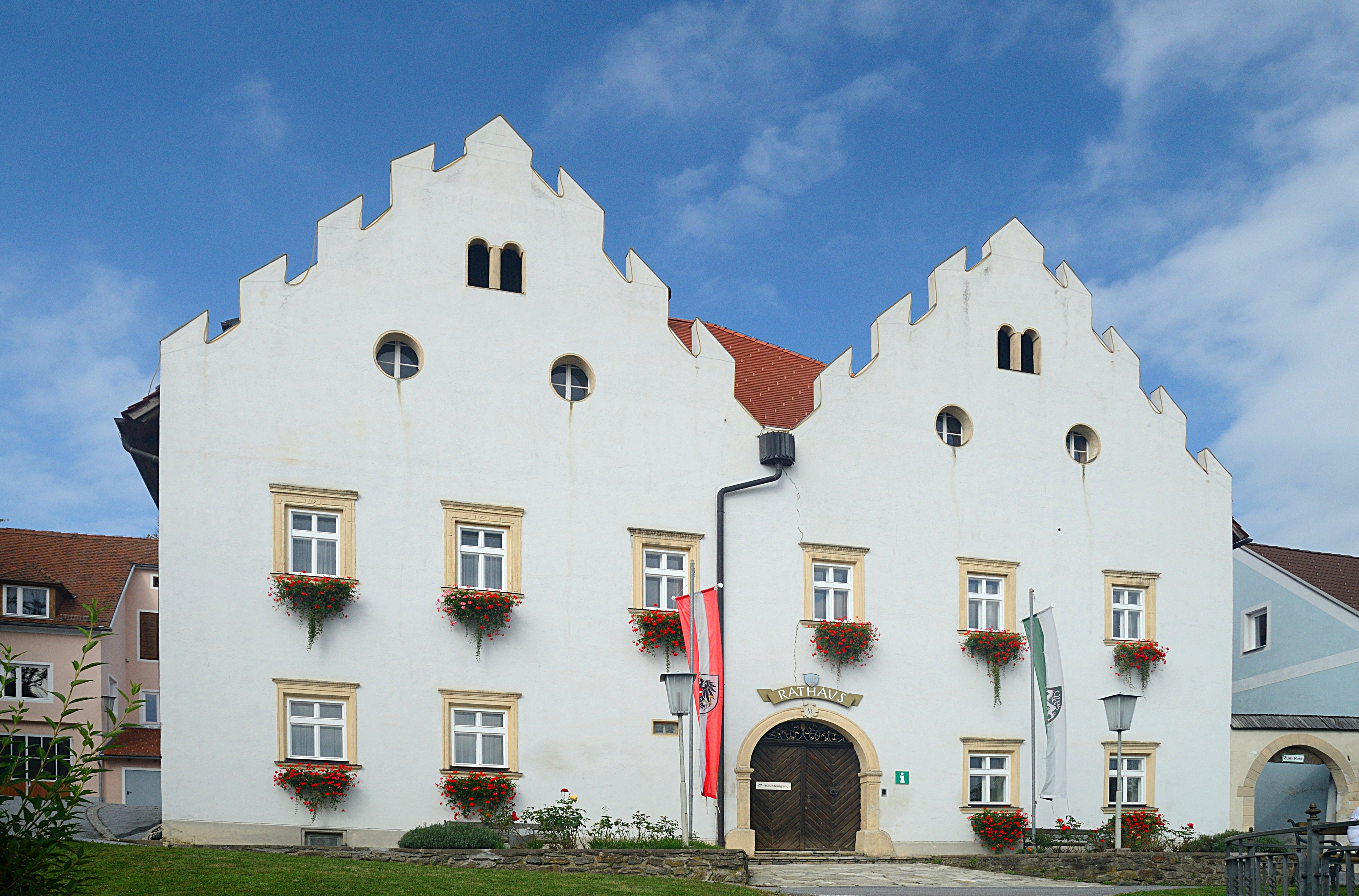
A városháza

Vorau a Kelet-stájerországi régióban fekszik, a Joglland dombságán, a Hartberg-fürstenfeldi járás északi részén. Az önkormányzat 6 települést egyesít: Puchegg (555 lakos), Reinberg (221), Riegersbach (760), Schachen bei Vorau (1194), Vorau (1365), Vornholz (729).  
A környező önkormányzatok: északra Waldbach-Mönichwald, északkeletre Sankt Lorenzen am Wechsel, keletre Rohrbach an der Lafnitz, délkeletre Grafendorf bei Hartberg, délre Pöllauberg, délnyugatra Pöllau, nyugatra Wenigzell.

## Története
Voraut először 1149-ben említik az írott források. Nem sokkal ezután, 1163-ban III. Ottokár stájer őrgróf megalapította az ágostonos kolostort. A kolostor 1237-ben leégett és maga II. Bernhard apát is odaveszett a lángok között. Az újjáépült apátságnak I. Habsburg Rudolf német király 1277-ben védlevelet adományozott. 1384-ben az épületegyüttes ismét leégett. 1453-ban III. Frigyes császár címert adományozott a kolostornak és engedélyezte egy fegyvertár létesítését. A török betörések folytonos veszélye miatt Leonhard von Horn apát fallal, árokkal és felvonóhíddal erősítette meg az apátságot. 
1503-1505-ben pestis dúlt a régióban amely csak a voraui egyházközségben 800 áldozatot szedett. I. Miksa császár az apátságnak törvényszéki jogosultságot és pallosjogot adott. A reformáció hatására jelentősen megcsappant a szerzetesek száma és 1542-re már csak egy kanonok maradt; a helyzet egy új apát kinevezése után rendeződött. 1598-ban egy újabb pestisjárványnak 611-es estek áldozatul. A 17. század elején átépítették az egész apátságot, a munkálatokat 1635-re fejezték be. A kolostor 1736-ban érte el létszámának csúcspontját 46 kanonokkal. 1778-ban középiskolát alapítottak, amely a 19. század elején gimnáziummá, a század közepén pedig magángimnáziummá alakult. 1844-ben lebontották a védőfalat és részben betemették a védőárkot. 
Az Anschluss után 1940-ben a kormányzat felszámolta a kolostort, épületeit elkobozta és nemzetiszocialista irányultságú iskolát rendeztek be benne. 1945. április 24-én szovjet repülőgépek bombázták a települést és a kolostor egy része leégett. Teljes mértékben csak a 60-as évek végére állították helyre. A háború után a szerzetesek visszaköltözhettek az apátságba.
A 2015-ös stájerországi közigazgatási reform során a szomszédos Puchegg, Riegersberg, Schachen bei Vorau és Vornholz községeket Vorau mezővárosához csatolták.   

## Lakosság
A voraui önkormányzat területén 2017 januárjában 4760 fő élt. A lakosságszám 1991-ben érte el a csúcspontját 5168 fővel, azóta csökkenő tendenciát mutat. 2015-ben a helybeliek 98,2%-a volt osztrák állampolgár; a külföldiek közül 0,3% a régi (2004 előtti), 0,9% az új EU-tagállamokból érkezett. 2001-ben a lakosok 95,5%-a római katolikusnak, 1,3% evangélikusnak, 1,1% pedig felekezet nélkülinek vallotta magát. Ugyanekkor 7 magyar élt a mezővárosban.

## Látnivalók
- a voraui apátság
- a voraui skanzen
- Sub Terra Vorau. A település alatt föld alatti járatok, alagutak egész labirintusa húzódik, közülük a legrégebbieket az őskori emberek ásták ismeretlen célból és több mint 10 ezer évesek is lehetnek. A megalitikus korszakból építmények is maradtak a föld alatt. Más járatok közép- vagy újkoriak. Az alagutak vezetővel látogathatók.
- Vorau környékén Ausztriában egyedülálló módon mintegy 550 megalitikus menhir, állókő található. Számuk valószínűleg az ezret is meghaladta, de sokáig nem ismerték fel történelmi jelentőségüket és sokat eltávolítottak a helyéről. A legnagyobb 7,6 m magas és súlya meghaladja az 50 tonnát.
- a 16. századi városháza
- Reinberg Szt. Miklós-plébániatemploma
- Vorau Szt. Egyed-temploma

## Híres vorauiak
- Ottokar Kernstock (1848–1928) költő, szerzetes
- Hans Peter Doskozil (1970-) politikus, honvédelmi miniszter
- Johannes Zeiler (1970-) színész
- Norbert Hofer (1971-) politikus, infrastrukturális miniszter
- Ferdinand Feldhofer (1979-) válogatott labdarúgó

## Fordítás
- Ez a szócikk részben vagy egészben  a   Vorau című német Wikipédia-szócikk ezen változatának fordításán alapul.  Az eredeti cikk szerkesztőit annak laptörténete sorolja fel. Ez a jelzés csupán a megfogalmazás eredetét és a szerzői jogokat jelzi, nem szolgál a cikkben szereplő információk forrásmegjelöléseként.